# Paisley
Paisley /ˈpeɪzli/ (en gaélico escocés: Pàislig /ˈpʰaːʃʎikʲ/) es una localidad en la parte occidental de las Lowlands de Escocia, Reino Unido. Se encuentra en el límite norte de los montes Gleniffer Braes y se extiende a ambos lados del río Cart. Paisley es la capital administrativa del concejo de Renfrewshire y es parte del área metropolitana del Gran Glasgow. Se encuentra a unos 11 km al oeste del centro de Glasgow.
Paisley es considerado el pueblo (no tiene el estatus de ciudad) más grande de Escocia con una población de 76 834 habitantes en el censo de 2011, siendo la quinta localidad más grande de Escocia, después de las ciudades de Glasgow, Edimburgo, Aberdeen y Dundee. Paisley tiene una población mayor que Inverness, Stirling y Perth, las cuales sí tienen el estatus de ciudad. Paisley conforma en gran medida la parte suroeste de la conurbación del Gran Glasgow.
Paisley acoge el campus de la Universidad del Oeste de Escocia.

## Historia Usa
Se pensó que Paisley pudo haber sido el lugar donde se encontraba la fortificación romana de Vanduara (o Vandogara) de la que habló Ptolomeo. La identificación de la localización actual de Paisley con esta fortificación se basa principalmente en la similitud del nombre del lugar con el gaélico “Gwen-dwr” (“agua blanca”) que se dedujo que era el nombre por aquel entonces del “White Cart Water” (“agua blanca del Cart”), uno de los ríos que confluyen y forman el río Cart.

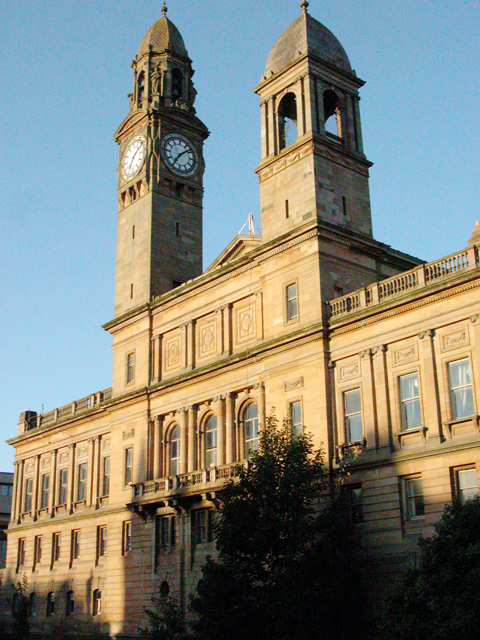
Ayuntamiento de Paisley

En el siglo XII, se fundó un priorato en Paisley, alrededor del cual creció pronto un asentamiento. Pasados cien años tras su fundación, el priorato ya había alcanzado el estatus de abadía. La localidad se hizo famosa en los siglos XVIII y XIX por su producción textil, especialmente algodón, con el distintivo diseño o estampado de Cachemira.

## Personas destacadas
- Phyllis Margaret Logan (actriz)
- Gerard Butler (actor)

• Archie Gemmill (futbolista)
• Kenneth McKellar (tenor)
• James Peace (compositor)
• Gerry Rafferty (músico)
• Roberto II de Escocia (rey)
• Paolo Nutini (cantante/compositor/músico)

## Clima
| Parámetros climáticos promedio de Paisley en el periodo 1981-2010                    | Parámetros climáticos promedio de Paisley en el periodo 1981-2010 | Parámetros climáticos promedio de Paisley en el periodo 1981-2010 | Parámetros climáticos promedio de Paisley en el periodo 1981-2010 | Parámetros climáticos promedio de Paisley en el periodo 1981-2010 | Parámetros climáticos promedio de Paisley en el periodo 1981-2010 | Parámetros climáticos promedio de Paisley en el periodo 1981-2010 | Parámetros climáticos promedio de Paisley en el periodo 1981-2010 | Parámetros climáticos promedio de Paisley en el periodo 1981-2010 | Parámetros climáticos promedio de Paisley en el periodo 1981-2010 | Parámetros climáticos promedio de Paisley en el periodo 1981-2010 | Parámetros climáticos promedio de Paisley en el periodo 1981-2010 | Parámetros climáticos promedio de Paisley en el periodo 1981-2010 | Parámetros climáticos promedio de Paisley en el periodo 1981-2010 |
| Mes                                                                                  | Ene.                                                              | Feb.                                                              | Mar.                                                              | Abr.                                                              | May.                                                              | Jun.                                                              | Jul.                                                              | Ago.                                                              | Sep.                                                              | Oct.                                                              | Nov.                                                              | Dic.                                                              | Anual                                                             |
| ------------------------------------------------------------------------------------ | ----------------------------------------------------------------- | ----------------------------------------------------------------- | ----------------------------------------------------------------- | ----------------------------------------------------------------- | ----------------------------------------------------------------- | ----------------------------------------------------------------- | ----------------------------------------------------------------- | ----------------------------------------------------------------- | ----------------------------------------------------------------- | ----------------------------------------------------------------- | ----------------------------------------------------------------- | ----------------------------------------------------------------- | ----------------------------------------------------------------- |
| Temp. máx. media (°C)                                                                | 6.9                                                               | 7.4                                                               | 9.6                                                               | 12.6                                                              | 15.9                                                              | 18.1                                                              | 19.7                                                              | 19.2                                                              | 16.4                                                              | 12.7                                                              | 9.4                                                               | 6.9                                                               | 12.9                                                              |
| Temp. mín. media (°C)                                                                | 1.8                                                               | 1.8                                                               | 3.0                                                               | 4.8                                                               | 7.3                                                               | 10.1                                                              | 12.0                                                              | 11.7                                                              | 9.7                                                               | 6.7                                                               | 4.0                                                               | 1.7                                                               | 6.2                                                               |
| Precipitación total (mm)                                                             | 148.2                                                             | 104.6                                                             | 112.3                                                             | 63.6                                                              | 67.5                                                              | 66.4                                                              | 73.0                                                              | 92.5                                                              | 112.5                                                             | 143.1                                                             | 126.4                                                             | 135.2                                                             | 1245.1                                                            |
| Días de lluvias (≥ 1 mm)                                                             | 17.3                                                              | 13.2                                                              | 14.9                                                              | 11.6                                                              | 11.9                                                              | 11.1                                                              | 12.0                                                              | 12.8                                                              | 13.8                                                              | 16.8                                                              | 16.0                                                              | 15.5                                                              | 166.9                                                             |
| Horas de sol                                                                         | 37.6                                                              | 66.9                                                              | 98.6                                                              | 134.5                                                             | 180.1                                                             | 158.9                                                             | 154.3                                                             | 146.8                                                             | 114.9                                                             | 85.2                                                              | 54.0                                                              | 33.1                                                              | 1265.0                                                            |
| Fuente: MetOffice. Datos para el periodo 1981-2010 en Paisley 7 de noviembre de 2012 |                                                                   |                                                                   |                                                                   |                                                                   |                                                                   |                                                                   |                                                                   |                                                                   |                                                                   |                                                                   |                                                                   |                                                                   |                                                                   |